# Soslan Andiev
Soslan Andiev (în rusă Сослан Андиев; n. 21 aprilie 1952, Dzaudjikau, RSFS Rusă, URSS – d. 22 noiembrie 2018, Moscova, Rusia) a fost un luptător sovietic, medaliat olimpic. A participat la două ediții ale Jocurilor Olimpice (1976, 1980) în care a câștigat două medalii de aur.